# Сидерий
Сиде́рий (от др.-греч. σίδηρος — железо) — геологический период, первый период палеопротерозоя. Продолжался от 2,5 до 2,3 миллиарда лет назад. Датировка чисто хронологическая, не основана на стратиграфии. Данный период знаменит двумя важными событиями: Кислородной катастрофой и Гуронским оледенением.

## Кислородная катастрофа
Из-за развития микроорганизмов, которые осуществляли фотосинтез, атмосфера Земли стала насыщаться кислородом ещё в архейский эон и в конце последней эры архея — неоархея — состояние атмосферы уже было крайне губительным для многих живых организмов. Большая часть организмов, существовавших до палеопротерозоя, не использовали кислород в качестве основы жизнедеятельности, более того, кислород был для них смертельно опасным и ядовитым. На рубеже архея и палеопротерозоя создались условия, которые были для них губительными, — кислород стал доминировать над метаном, углекислым газом, сероводородом и аммиаком. Из-за кардинального изменения состава атмосферы большинство живых организмов погибли, уступив место бактериям и водорослям, которые выделяли кислород при фотосинтезе.
На начало этого периода приходится пик проявления полосчатых железистых кварцитов. Железосодержащие породы формировались в условиях, когда анаэробные водоросли производили отработанный кислород, который, смешиваясь с железом, образовывал магнетит (Fe3O4, оксид железа). Этот процесс вычищал железо из океанов. В конечном итоге, когда океаны прекратили поглощать кислород, процесс привёл к образованию насыщенной кислородом атмосферы, которую мы имеем на сегодняшний день.

## Гуронское оледенение
Гуронское оледенение началось в сидерии 2,4 млрд лет назад, длилось на протяжении 300 миллионов лет и закончилось в конце следующего периода, Рясия, 2,1 млрд лет назад. Оледенение произошло вследствие кислородной катастрофы. Фотосинтезирующие организмы изменили буквально весь облик планеты. Ранее в атмосфере присутствовал метан, который создавал парниковый эффект на планете, поэтому на поверхности Земли всегда было тепло или даже очень жарко. Из-за того, что метан не выпускал тепловое излучение от Земли в окружающий космос, тепло не рассеивалось, а оставалось в атмосфере. После того как в атмосферу поступило много кислорода, он окислил метан до водяного пара и углекислого газа. Парниковый эффект заметно ослаб, что вызвало похолодание и первое оледенение, которое называют Гуронским оледенением. Лёд покрыл практически всю планету. Этот эффект называют «Земля-снежок».